# Pontiac (automóveis)
Pontiac foi uma marca de automóveis produzidos desde 1926 até 2010, que foram vendidos nos Estados Unidos, Canadá e México pela General Motors. A marca recebeu o nome do famoso chefe indígena da etnia ottawa, que também deu seu nome à cidade de Pontiac, Michigan, onde foram produzidos os primeiros carros da empresa.
Era comercializada como uma marca "atlética" especializada em integrar o desempenho dos veículos. Em 2009 foi anunciado que a Pontiac iria ser fechada em 2010, a razão é que a marca possuía menos de 2% das vendas dos Estados Unidos.

## História
Fundada pela General Motors em 28 de dezembro de 1925, a Pontiac foi criada com a ideia de oferecer mais desempenho por menor preço, disponibilizando carros com motores de seis cilindros pelo mesmo preço dos concorrentes de apenas quatro cilindros. Em janeiro de 1926 apresentou seu primeiro modelo, o Pontiac 6-27 Series, no Salão do Automóvel de Nova Iorque. Apenas alguns anos depois de sua fundação, a Pontiac lançava um carro com 8 cilindros em linha, e mesmo assim, era mais barato que os V8 de outras marcas, embora não tivesse o desempenho como ponto forte, sendo pouco inferior de seus concorrentes mais caros. Para quem não tivesse condições de comprar um 8 em V, ficava a disposição o seu grande 8 cilindros em linha, que cumpria seu papel. A Pontiac daria bastante resultado mesmo a partir dos anos 40, quando a economia passou a ser um fator importante para o mundo. Foi nessa época que surgiu o primeiro público alvo da montadora; jovens com um bom poder aquisitivo.
Em 1956 a Pontiac mudaria seu foco, passando a fabricar carros com mais apelo esportivo, de perfil grande e baixo, e disponibilizando de motores V8. O grande ano que a empresa deu um pulo foi 1964, e o responsável por isso foi seu grande lançamento, o Pontiac GTO, que foi, e ainda é, considerado o primeiro “Muscle car” da história, devido à sua aparência de linhas agressivas e sua grande potência. Três anos depois, em 1967, a Pontiac chegou de vez entre as principais marcas de esportivos da época, desta vez com o Firebird, que se tornou o ícone da montadora.
Em tempos de crise, em meados dos anos 70, a Pontiac se obrigou a mudar seu foco de veículos, se adaptando a produzir modelos menores e econômicos, fato que durou longos 9 anos, até a chegada da nova geração do Firebird em 1982, fazendo a montadora retornar ao segmento esportivo. Em 1984, as vendas dos carros da Pontiac aumentaram, devido a produção da série de TV Knight Rider, que tinha como coprotagonista um Pontiac Firebird Trans Am totalmente equipado. Nesse mesmo ano, a Pontiac trazia o Fiero, fazendo com que as vendas aumentassem, pois o modelo apresentava bom preço agregado a bom desempenho.
Durante os anos 80 e 90, os modelos da Pontiac foram perdendo sua identidade aos poucos, e a marca passou a oferecer carros poucos atraentes, sendo muitos deles veículos derivados da General Motors. Um ano antes do desaparecimento da Pontiac, a empresa representava menos de 2% das vendas de automóveis nos EUA, ficando justificado seu fim, anunciado na segunda-feira, 27 de abril de 2009, durante o plano de reestruturação do grupo General Motors. O último carro da Pontiac, um G6 sedã de 4 portas, foi construído na linha de montagem da Orion Township em janeiro de 2010. A Pontiac foi uma das três marcas que a General Motors eliminou naquele ano; as outras duas foram Hummer e Saturn.

## Modelos

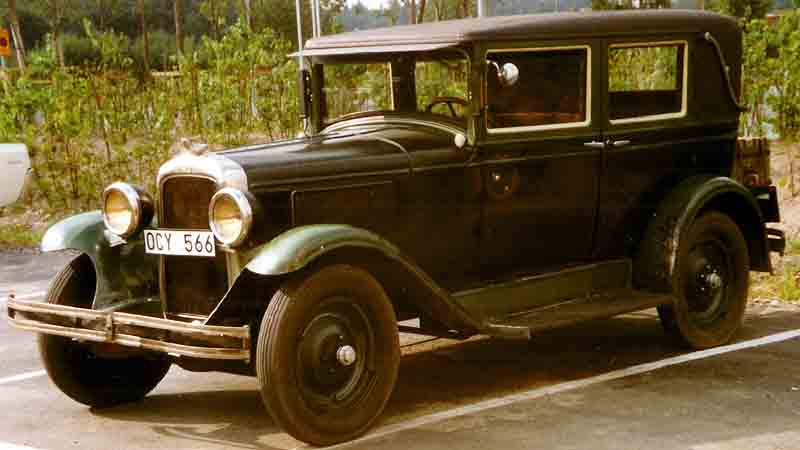
Pontiac New Series de 1928.

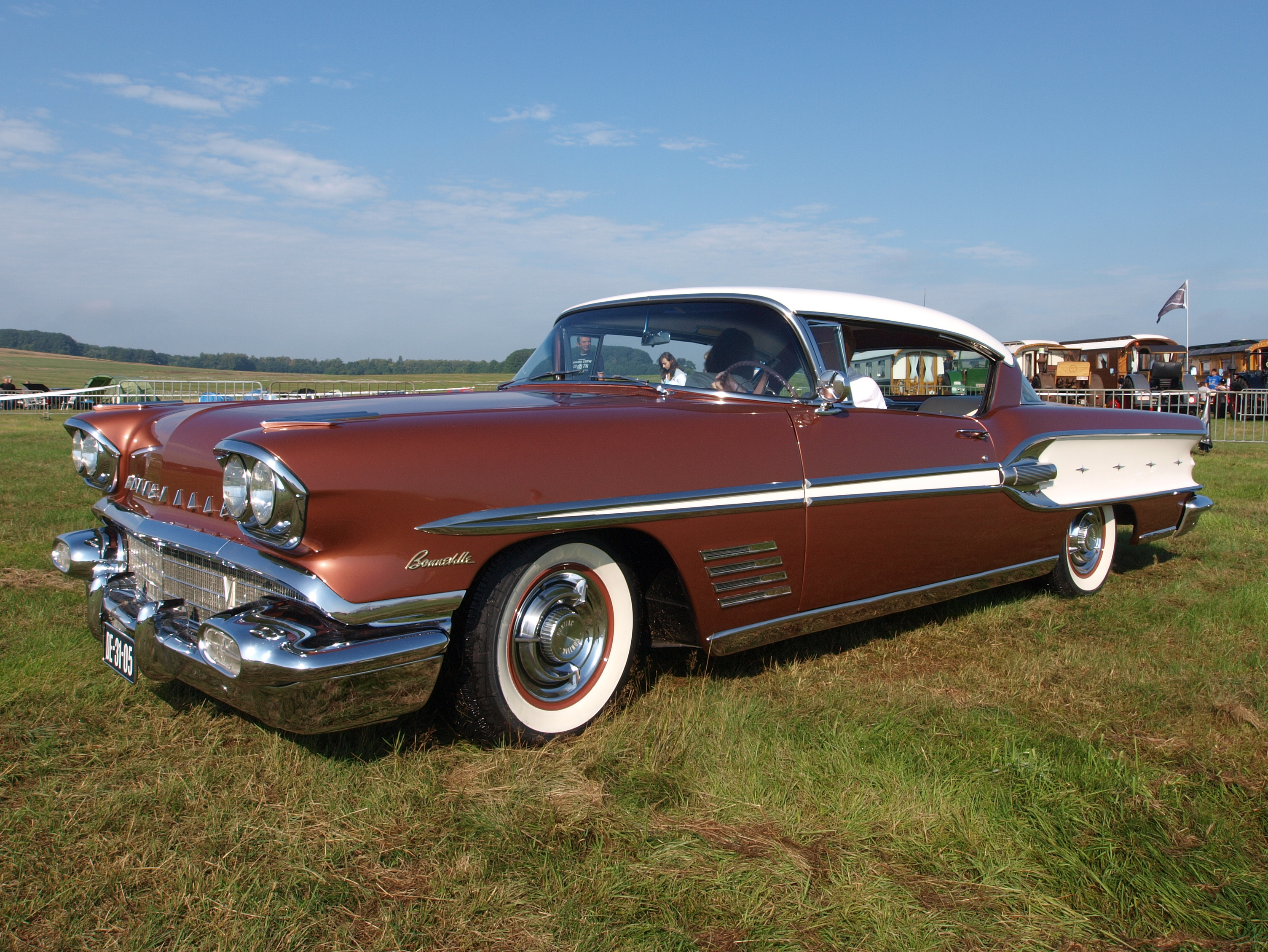
Pontiac Bonneville de 1958.

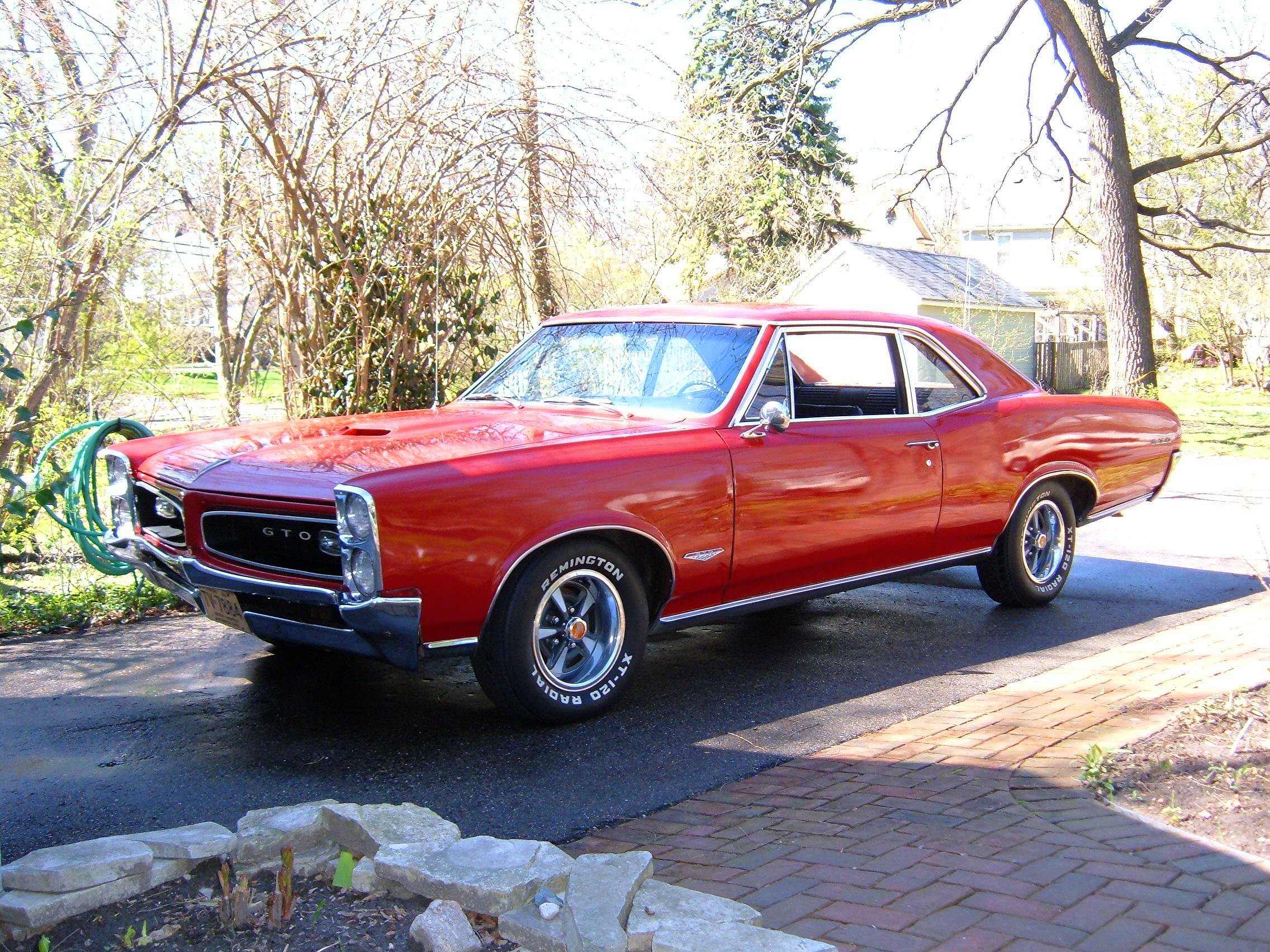
Pontiac GTO de 1966.

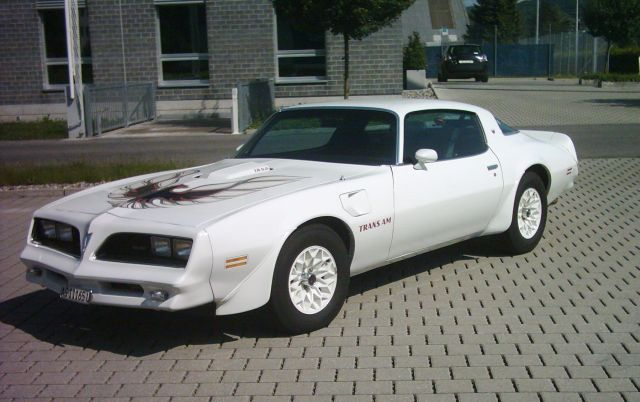
Pontiac Trans Am de 1977.

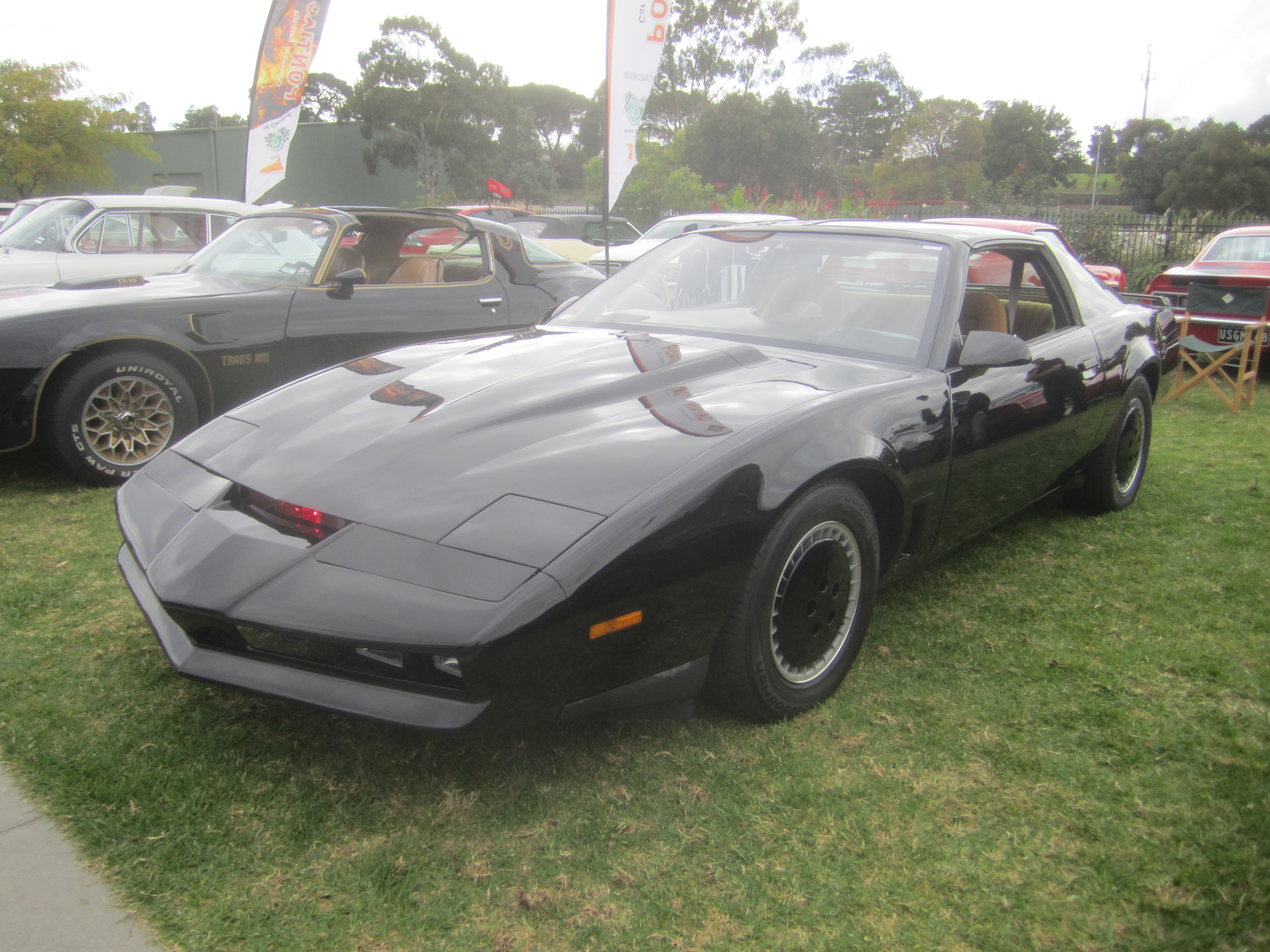
Pontiac Firebird Trans Am de 1982, o mesmo utilizado na série Knight Rider.

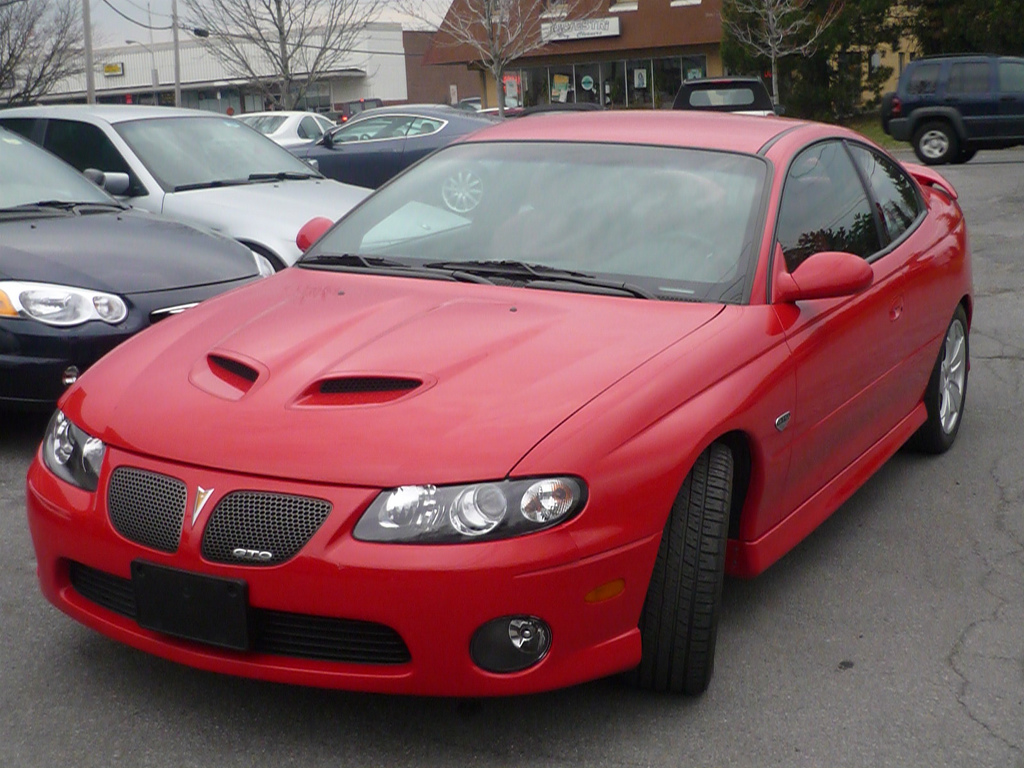
Pontiac GTO Coupe de 2006.

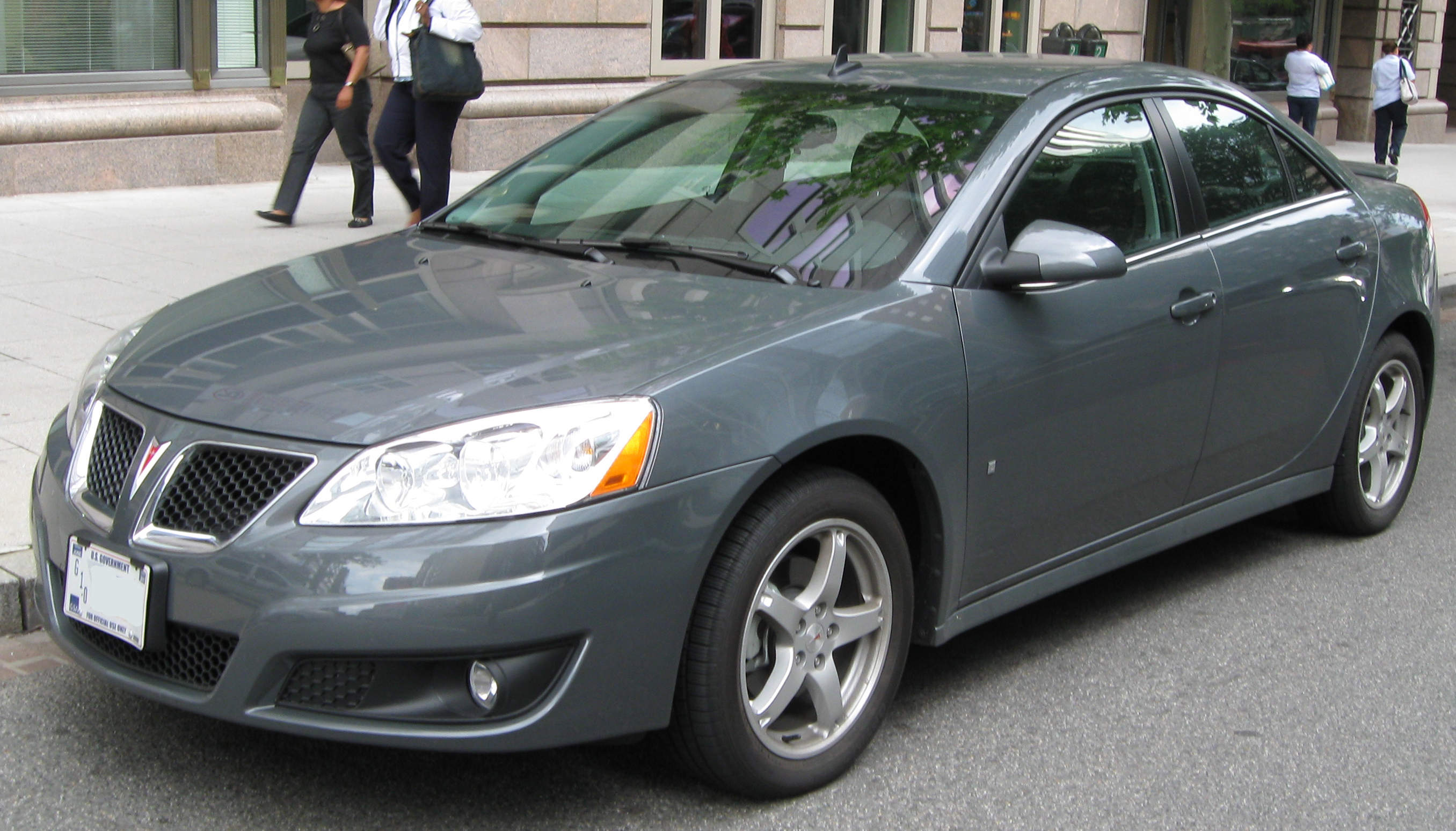
O G6 foi o último Pontiac fabricado pela General Motors (modelo 2009 mostrado na imagem).

- Pontiac 2000 Sunbird
- Pontiac 6000
- Pontiac Acadian
- Pontiac Astre
- Pontiac Aztek
- Pontiac Bonneville
- Pontiac Catalina
- Pontiac Chieftain
- Pontiac Custom S
- Pontiac Executive
- Pontiac Fiero
- Pontiac Firebird
- Pontiac Firefly
- Pontiac G3
- Pontiac G4
- Pontiac G5
- Pontiac G6
- Pontiac Grand Am
- Pontiac Grand Prix
- Pontiac Grand Safari
- Pontiac Grand Ville
- Pontiac Grande Parisienne
- Pontiac GTO
- Pontiac J2000
- Pontiac Laurentian
- Pontiac LeMans
- Pontiac Matiz
- Pontiac Matiz G2
- Pontiac Montana
- Pontiac Montana SV6
- Pontiac Parisienne
- Pontiac Pathfinder
- Pontiac Phoenix
- Pontiac Pursuit
- Pontiac Reageous
- Pontiac Safari
- Pontiac Silver Streak
- Pontiac Solstice
- Pontiac Star Chief
- Pontiac Star Chief Executive
- Pontiac Strato Chief
- Pontiac Streamliner
- Pontiac Sunbird
- Pontiac Sunburst
- Pontiac Sunfire
- Pontiac Sunrunner
- Pontiac Super Chief
- Pontiac T1000
- Pontiac Tempest
- Pontiac Torpedo
- Pontiac Torrent
- Pontiac Trans Am
- Pontiac Trans Sport
- Pontiac Ventura
- Pontiac Vibe
- Pontiac Wave